# Nordstemmen

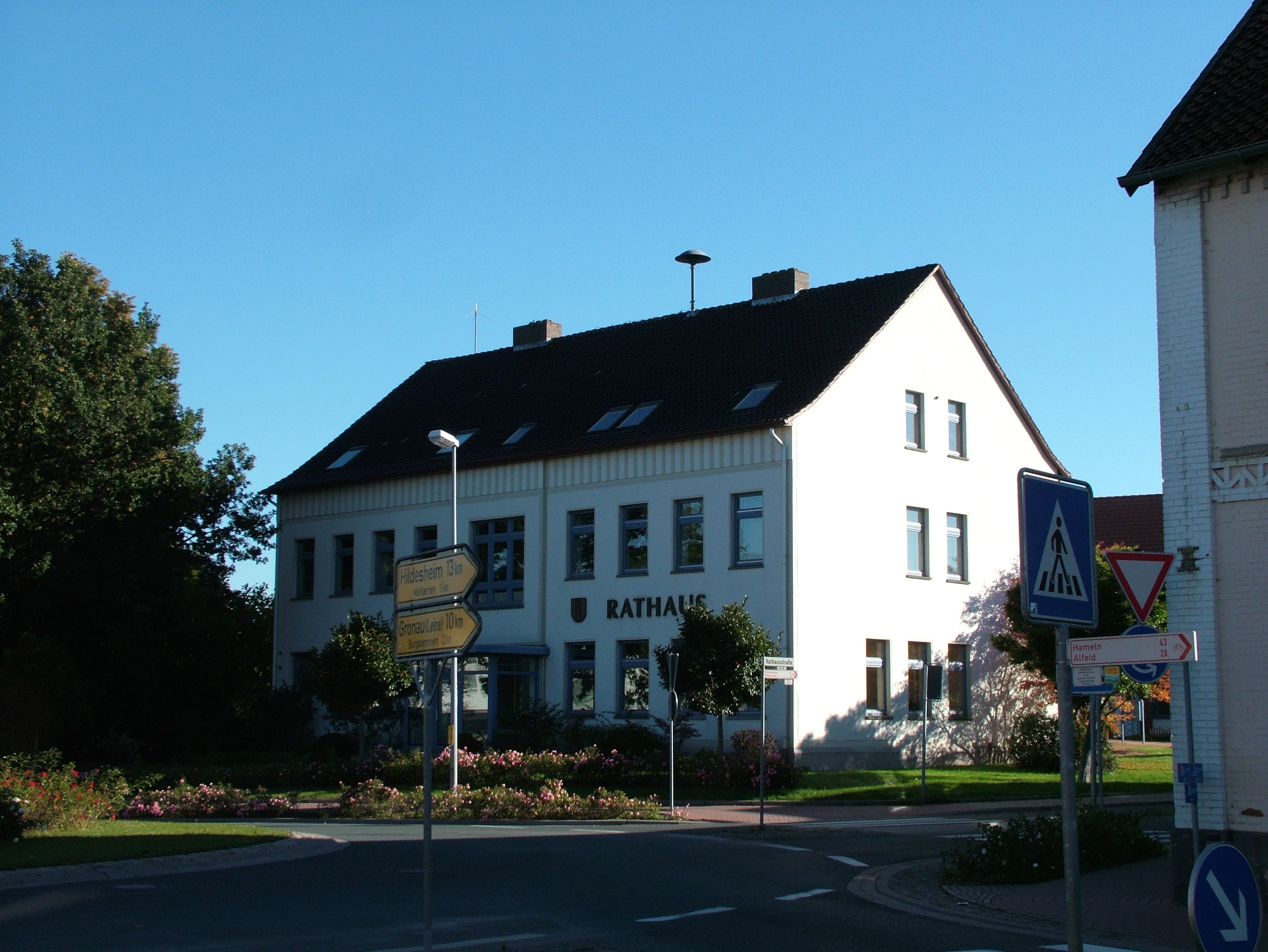
Rathaus

Nordstemmen ist eine Gemeinde im Westen des Landkreises Hildesheim, die sich im Bereich der Metropolregion Hannover-Braunschweig-Göttingen in Südniedersachsen befindet und die am Fluss Leine liegt.

## Geografie

### Lage
Nordstemmen liegt westlich von Hildesheim am Südrand der Norddeutschen Tiefebene an den nordwestlichsten Ausläufern des Hildesheimer Walds etwa 1 km östlich der Einmündung der Haller in die Leine, die bei der Marienbergbrücke den Marienberg passiert, an dessen Südhang das Schloss Marienburg steht.

### Gemeindegliederung
Zur Gemeinde Nordstemmen gehören die folgenden Ortschaften (mit Einwohnerzahl); Gesamtbevölkerung am 30. September 2019: 11.965
- Adensen (876)
- Barnten (962)
- Burgstemmen mit Burg Poppenburg (1066)
- Groß Escherde (626)
- Hallerburg (110)
- Heyersum (869)
- Klein Escherde (490)
- Mahlerten (599)
- Nordstemmen (Ortskern) (4730)
- Rössing (1637)

### Nachbargemeinden
| Pattensen (Region Hannover) |                                             | Sarstedt   |
| Springe (Region Hannover)   | Kompassrose, die auf Nachbargemeinden zeigt | Giesen     |
| Elze                        | Gronau                                      | Hildesheim |

## Geschichte
Siehe Geschichte der einzelnen Ortschaften.

### Eingemeindungen
Im Zuge der Gebietsreform in Niedersachsen, die am 1. März 1974 stattfand, wurden die zuvor selbständigen Gemeinden Adensen, Barnten, Burgstemmen, Groß Escherde, Hallerburg, Heyersum, Klein Escherde, Mahlerten und Rössing in die Gemeinde Nordstemmen eingegliedert.

### Einwohnerentwicklung
| Jahr | Einwohner | Quelle |
| ---- | --------- | ------ |
| 1664 | 0 187     | [ 4 ]  |
| 1812 | 0 445     | [ 4 ]  |
| 1824 | 000 –0 1  | [ 5 ]  |
| 1848 | 00 570 2  | [ 6 ]  |
| 1885 | 1.475     | [ 7 ]  |
| 1910 | 1.530     | [ 8 ]  |
| 1925 | 1.682     | [ 7 ]  |
| 1933 | 1.828     | [ 7 ]  |

| Jahr | Einwohner | Quelle |
| ---- | --------- | ------ |
| 1939 | 1.766     | [ 7 ]  |
| 1950 | 3.222     | [ 9 ]  |
| 1956 | 2.973     | [ 9 ]  |
| 1970 | 03.507 3  |        |
| 1973 | 3.565     | [ 10 ] |
| 1975 | 12.926 4  | [ 11 ] |
| 1980 | 12.352 4  | [ 12 ] |
| 1985 | 12.028 4  | [ 12 ] |

| Jahr | Einwohner | Quelle |
| ---- | --------- | ------ |
| 1990 | 12.012 4  | [ 12 ] |
| 1995 | 12.536 4  | [ 12 ] |
| 2000 | 13.286 4  | [ 13 ] |
| 2005 | 13.107 4  | [ 12 ] |
| 2010 | 12.553 4  | [ 12 ] |
| 2015 | 12.143 4  | [ 14 ] |
| 2019 | 12.027 4  | [ 12 ] |
| 0    | 0         | 0      |

1 66 Feuerstellen

2 in 82 Häusern

3 laut Versionsgeschichte von Nordstemmen

4 jeweils zum 31. Dezember
|  |

## Religion

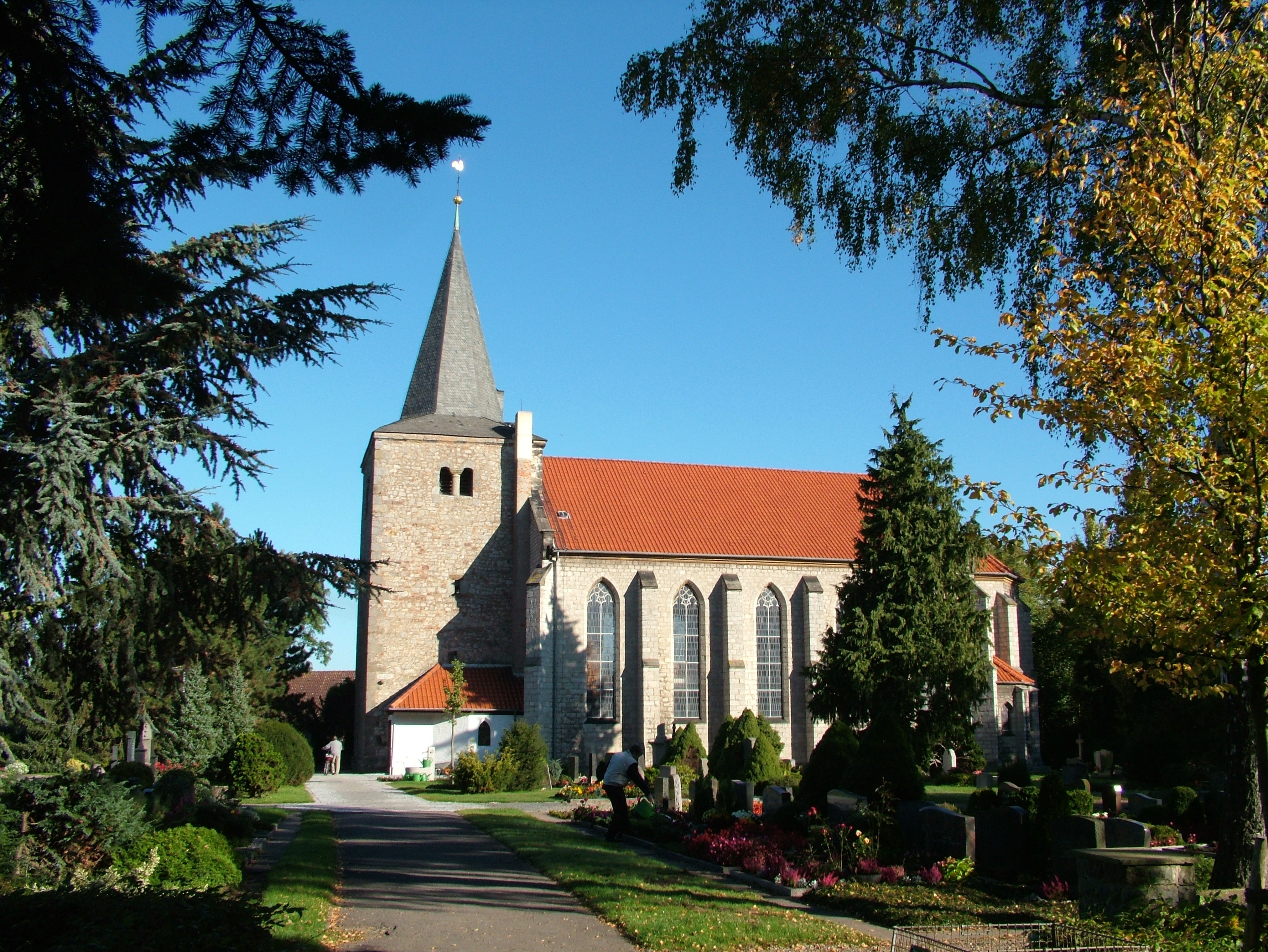
Ev. St.-Johannis-Kirche

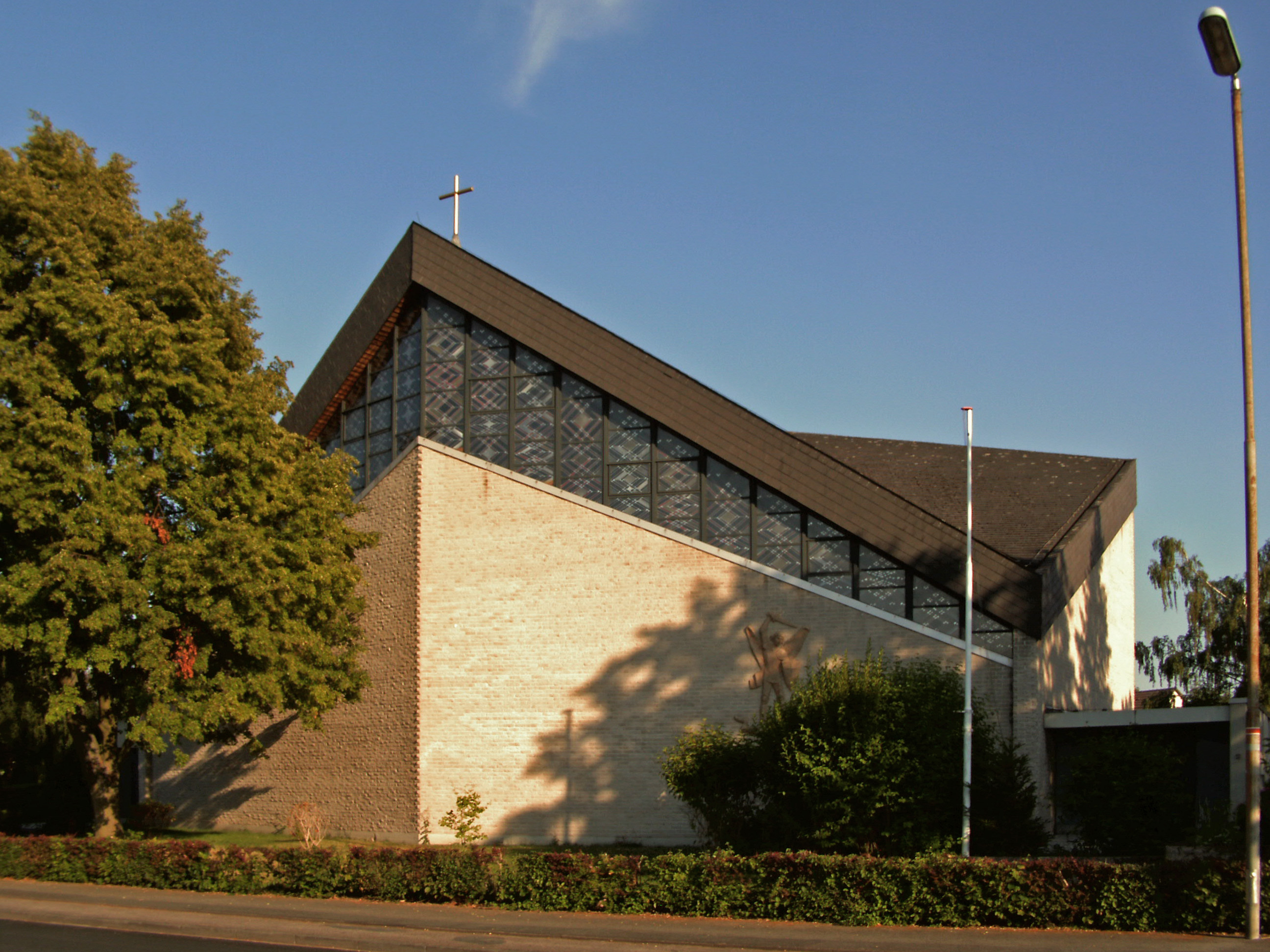
Kath. St.-Michael-Kirche

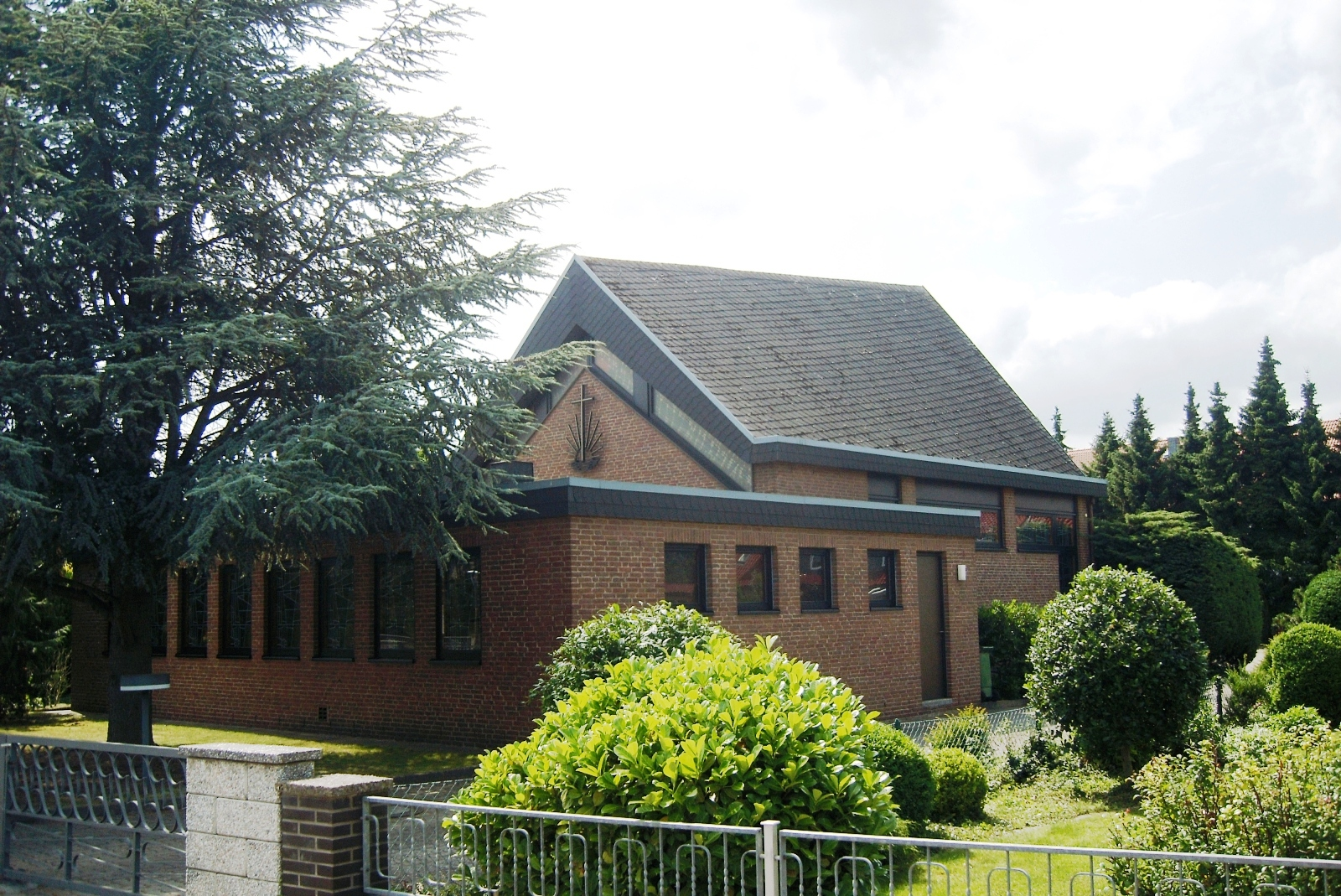
Neuapostolische Kirche

### Konfessionsstatistik
Laut dem Zensus 2011 waren  57,7 % der Einwohner evangelisch, 15,5 % römisch-katholisch und 26,7 % waren konfessionslos, gehörten einer anderen Glaubensgemeinschaft an oder machten keine Angabe. Die Einwohner von Nordstemmen gehörten Anfang Juli 2021 mit 48,8 % der evangelischen Kirche an. 14,1 % der Einwohner waren katholisch und 37,1 % konfessionslos oder gehörten einer anderen Glaubensgemeinschaft an. Die Zahl der Protestanten und Katholiken ist demnach im beobachteten Zeitraum gesunken.

### Kirchen
In der Gemeinde befinden sich folgende Kirchen:
- Die evangelisch-lutherische St.-Johannis-Kirche

Die evangelisch-lutherische St.-Johannis-Kirche in der Kirchbrink 3 stammt aus dem 19. Jahrhundert. Zur Kirchengemeinde gehört auch der Friedhof an der Kirche mit der Friedenskapelle, sowie eine Kindertagesstätte die seit 1954 am heutigen Standort besteht und seit dem mehrmals erweitert wurde (Bonhoeffer Straße 3).
- Die katholische St.-Michael-Kirche

Die katholische St.-Michael-Kirche (Berliner Straße 12), benannt nach dem Erzengel Michael, wurde von Josef Fehlig konzipiert und am 30. Januar 1971 durch Bischof Heinrich Maria Janssen geweiht. Sie war erforderlich geworden, weil sich die Anzahl der Katholiken in Nordstemmen und Umgebung seit 1945 stark erhöht hatte, und die etwas abgelegene Kirche St. Joseph auf Burg Poppenburg die Zahl der Gottesdienstbesucher nicht mehr fassen konnte. Seit dem 1. September 2010 gehörte die Kirche zur Pfarrgemeinde Heilig Geist in Sarstedt. Nachdem die Kirche sanierungsbedürftig geworden war und die Zahl der Gottesdienstbesucher erheblich zurückgegangen war, nahm Bischof Heiner Wilmer am 16. November 2024 die Profanierung der Kirche vor.
- Die Neuapostolische Kirche

Die Neuapostolische Kirche (Am Born 3) wurde am 21. November 1980 geweiht und 30. November 2011 wieder entwidmet, das Gebäude diente bis 2014 weiter als neuapostolisches Gemeinde- bzw. Veranstaltungszentrum. Seit dem 4. Dezember 2011 gehört Nordstemmen zur neuapostolischen Gemeinde Leinetal mit Sitz in Gronau, die Gottesdienste fanden bis zum 29. September 2013 abwechselnd in Elze und Gronau und finden seit Oktober 2013 nur noch in Gronau (Hoher Escher 9) statt.

## Politik

### Gemeinderat
Der Rat der Gemeinde Nordstemmen besteht aus 30 Ratsmitgliedern. Dies ist die festgelegte Anzahl für eine Gemeinde mit einer Einwohnerzahl zwischen 12.001 und 15.000 Einwohnern. Die Ratsmitglieder werden durch eine Kommunalwahl für jeweils fünf Jahre gewählt. Die laufende Amtszeit begann am 1. November 2021 und endet am 31. Oktober 2026. Stimm- und sitzberechtigt im Rat ist außerdem der Bürgermeister.
Die letzte Kommunalwahl vom 12. September 2021 führte zu folgender Sitzverteilung:
- Linke: 1
- Grüne: 4
- SPD: 12
- FDP: 1
- Unab.: 3
- CDU: 9

### Bürgermeisterin
Hauptamtliche Bürgermeisterin der Gemeinde Nordstemmen ist Nicole Dombrowski (parteilos). Ihr Stellvertreter ist Marcus Tischbier (parteilos).

### Ortsrat
Der Ortsrat von Nordstemmen (Kernort) besteht aus 7 Ratsmitgliedern. Die letzte Kommunalwahl vom 12. September 2021 führte zu folgender Sitzverteilung:
| Ortsrat 2021Insgesamt 7 Sitze - Grüne: 1 - SPD: 3 - CDU: 3 |

### Ortsbürgermeister
Die Ortsbürgermeisterin von Nordstemmen (Kernort) ist Cornelia Ott (SPD). Ihr Stellvertreter ist Günter Netenjakob (Grüne).

### Wappen
Der Entwurf des Kommunalwappens von Nordstemmen stammt von dem Heraldiker und Wappenmaler Gustav Völker, der zahlreiche Wappen in der Region Hannover erschaffen hat. Das Wappen wurde am 3. April 1939 durch den Oberpräsidenten der Provinz Hannover verliehen. Der Landrat aus Alfeld überreichte es am 6. Juli desselben Jahres.
| Wappen von Nordstemmen | Blasonierung: „In goldenem Schild ein roter Pfahl, belegt mit einem gestürzten goldenen Schwert der Bronzezeit.“ |
| Wappen von Nordstemmen | Wappenbegründung: Bei der Erbauung der Nordstemmen zunächst gelegenen Marienburg wurde in der urzeitlichen Wehranlage, der Schulenburg, in die man das genannte Schloss setzte, eine größere Anzahl von prachtvollen Bronzeschmuckstücken und Waffen aus dem gleichen Metall geborgen. Darunter befinden sich auch die Reste eines Schwertes, die zur Grundlage der Wappengestaltung für Nordstemmen verwertet worden sind. Die Gemeinde Nordstemmen benutzte dieses so prachtvolle Zeichen der Wehrhaftigkeit ihrer Vorfahren, um es in Schild und Siegel in sinnvoller Weise sprechen zu lassen. |

### Flagge
Die Flagge der Gemeinde Nordstemmen zeigt die Farben gelb und rot in zwei gleich breiten Längsstreifen.

## Kultur und Sehenswürdigkeiten

### Bauwerke
Empfangsgebäude im Bahnhof Nordstemmen

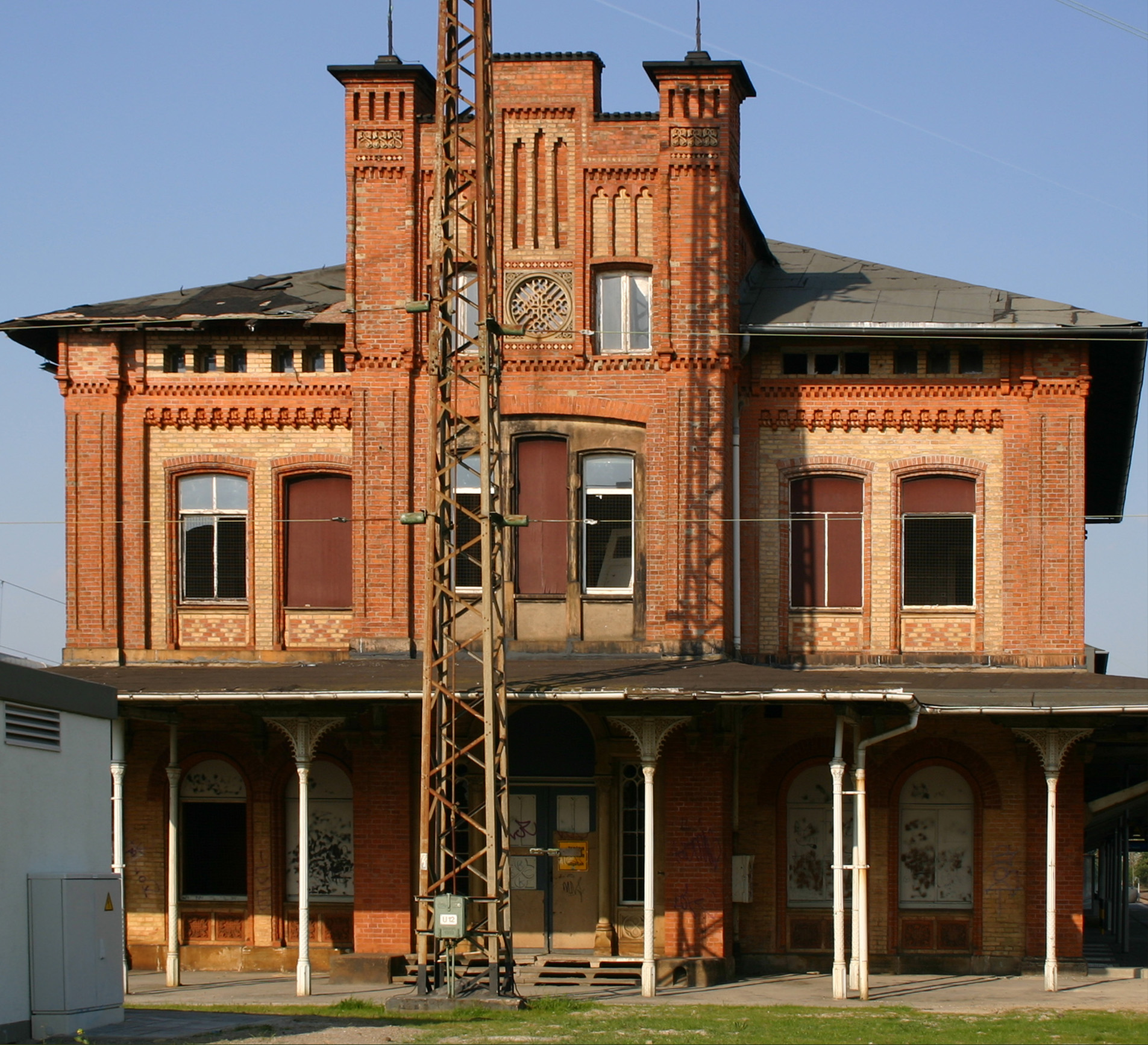
Das Empfangsgebäude im April 2007

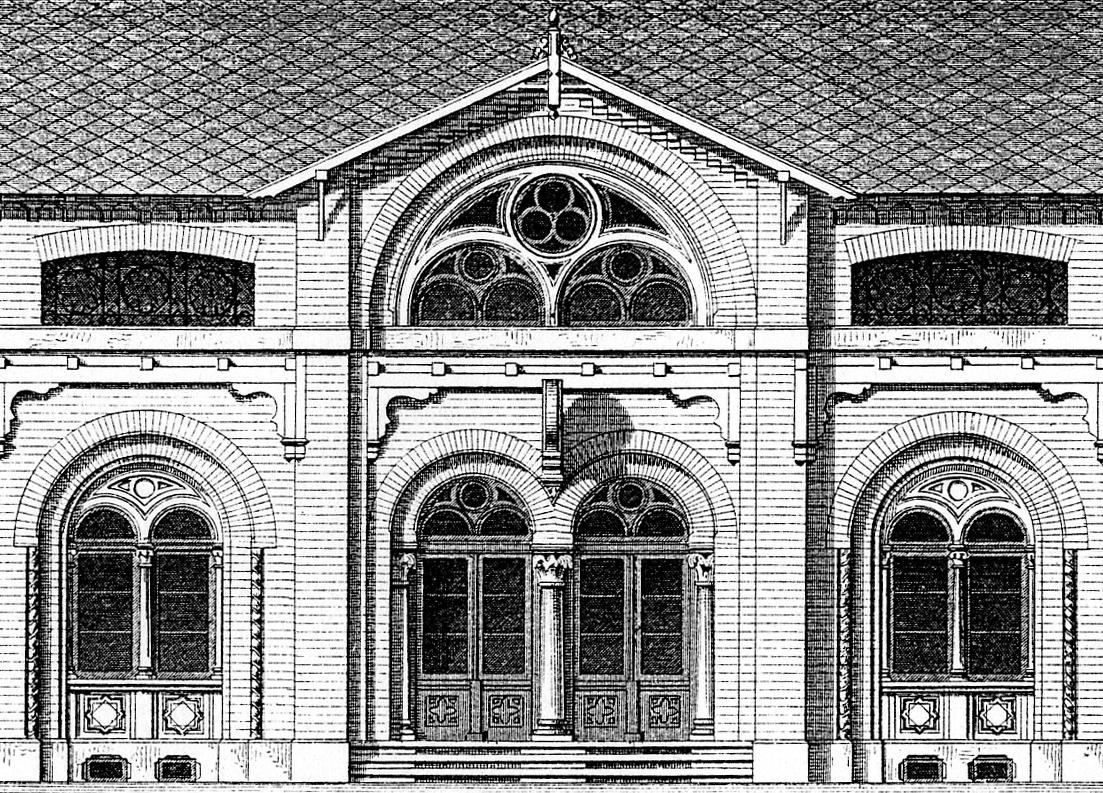
Die Architektur des Empfangsgebäudes – Blick auf die Mitte der östlichen Außenfassade

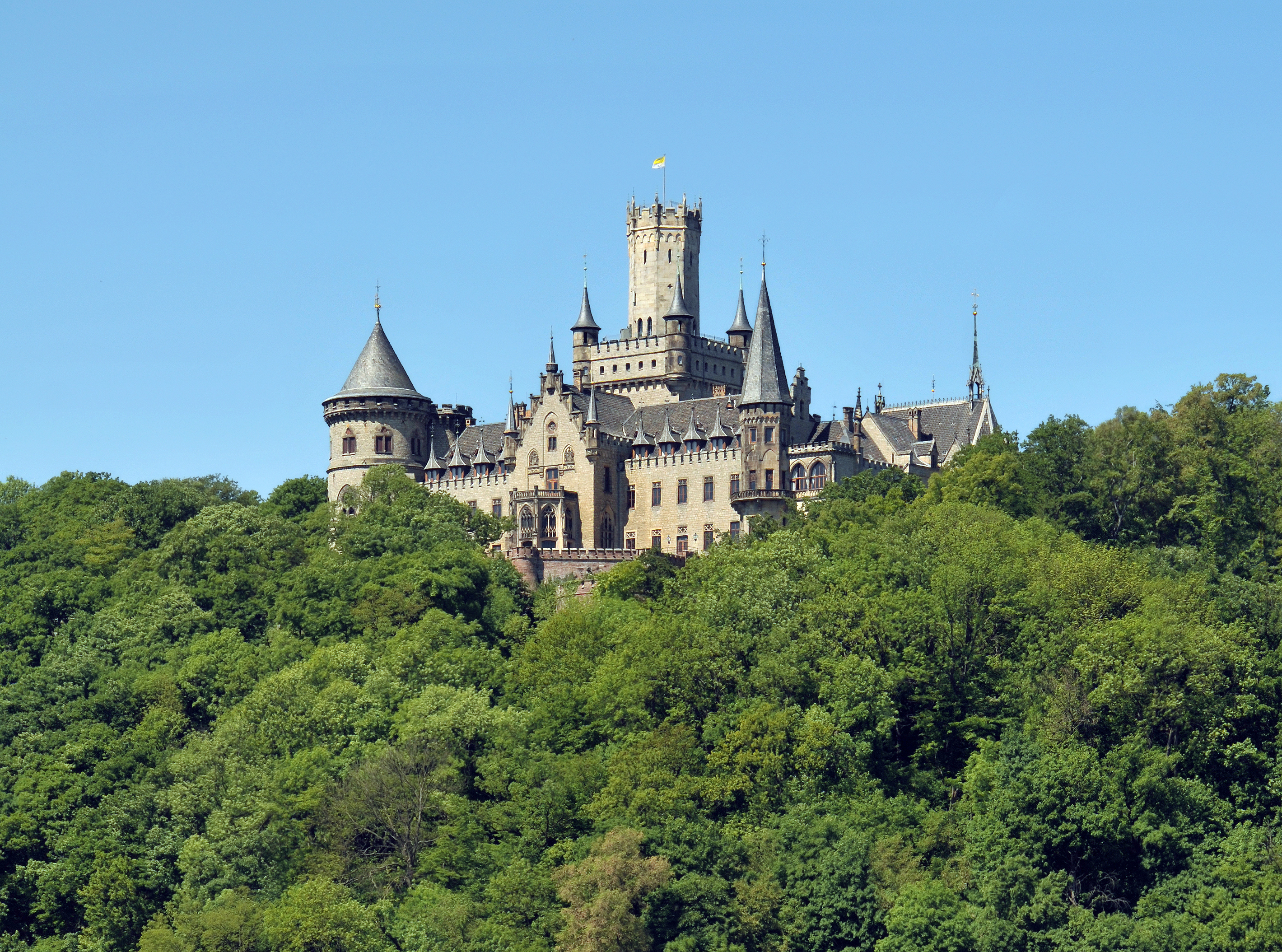
Schloss Marienburg

Das Empfangsgebäude des Bahnhofs in Nordstemmen wurde 1853 bis 1854 von den beiden Architekten Conrad Wilhelm Hase und Julius Rasch in Backstein und Rundbogenstil als königlicher Empfangsbahnhof für das Schloss Marienburg gebaut. Es bildet mit dem Schloss Marienburg ein Ensemble. In den Jahren 1858 bis 1860 gestaltete Conrad Wilhelm Hase im Innern des Empfangsgebäudes den königlichen Warteraum und im Bahnhofsrestaurant ein Buffet für den Hofstaat. König Georg V. von Hannover verließ mit seinem Hofstaat in Nordstemmen den Zug, wenn er zur Marienburg reisen wollte. Der Kaiser fuhr ebenfalls über den Bahnhof Nordstemmen zur Marienburg.
Das Empfangsgebäude wird seit zahlreichen Jahren nicht genutzt und ist aufgrund seines baulichen Zustandes gesperrt. Der Erhaltungszustand des Gebäudes hat sich durch die Ausbreitung von Hausschwamm in Teilen der Holzkonstruktion sehr verschlechtert. Inzwischen droht ein Totalverlust des Gebäudes. Seit 2011 bemühte sich der Hildesheimer Bauunternehmer Dirk Bettels vergeblich, das von Conrad Wilhelm Hase erbaute Empfangsgebäude mit zugesagten öffentlichen Mitteln zu erwerben und originalgetreu zu sanieren. Im August 2013 zog sich Dirk Bettels aus dem Bauprojekt zurück, da es zu keinem Vertragsabschluss mit der Deutschen Bahn AG über den Kauf des Empfangsgebäudes gekommen war. Die begonnenen Bauarbeiten im Qualifizierungsprojekt für 25 Arbeitslose mussten am 30. August 2013 vor dem Abschluss ihrer Ausbildung eingestellt werden. Am selben Tag gab es im Rathaus Nordstemmen noch ein möglicherweise letztes Gespräch zwischen den Vertretern der Denkmalspflege, der Gemeinde Nordstemmen und der Deutschen Bahn. Das Treffen war erfolglos und endete ohne feste Vereinbarungen und ohne einen neuen Termin. (Stand: 5. Januar 2014.)
Schloss Marienburg auf dem Marienberg
Das Schloss Marienburg, das nordwestlich von Nordstemmen liegt und zur Stadt Pattensen gehört, wurde 1857 bis 1867 von den Architekten Conrad Wilhelm Hase, Ludwig Frühling und Edwin Oppler erbaut. Es war ein Geschenk des König Georg V. von Hannover an seine Gemahlin Königin Marie. Ein Teil des Schlosses ist restauriert, Verschiedenartige Führungen, die Turmbesteigung, Gastronomie und verschiedene Veranstaltungen werden im Sommerhalbjahr angeboten (Stand: 2012).
Marienberg
Das Schloss Marienburg befindet sich auf 135 m Höhe am Südwesthang des aus Sandstein der unteren Trias bestehenden Marienbergs, der den südöstlichen Teil des Schulenburger Bergs darstellt. Der Marienberg wird westlich vom Adenser Berg begrenzt und südöstlich von dem Fluss Leine und der Kreisstraße K 505 berührt. Die K 505 überquert die Leine auf der Marienbergbrücke. Von dem Schlossturm und von der Südseite des Schlossgebäudes aus hat man einen weiten Blick über das Leinetal. Die Nordhänge des Adenser Berges, des Schulenburger Berges und des Marienbergs gehören seit 1997 zu dem Landschaftsschutzgebiet Calenberger Leinetal.
Beim Bau von Schloss Marienburg wurde der Marienberg zum romantischen Schlosspark umgestaltet, und es wurden Fußwege angelegt, die zum Wandern auf dem Marienberg und dem benachbarten Adenser Berg einladen. Die mittelalterlichen Wallanlagen um die Marienburg und am ehemaligen Wartturm können begangen werden. Von den Wegen am Waldrand des Adenser Berges ergeben sich Ausblicke in das Hallertal und das Calenberger Land.
Rittergut Rössing
Im Ortsteil Rössing befindet sich das Schloss Rössing mit dem Wohnsitz der Familie von Rössing. Das Wasserschloss wurde von Ludolph von Rössing auf der zerstörten Burg als doppelgeschossiges Fachwerkgebäude der Renaissance errichtet und 1589 vollendet.

### Naturschutzgebiet „Leineaue zwischen Gronau und Burgstemmen“
Das Naturschutzgebiet Leineaue zwischen Gronau und Burgstemmen liegt zwischen Gronau (Leine) und Burgstemmen und stellt einen Ausschnitt des Mittellaufs der Leine mit ihrer Aue und Teilen der Hänge des Uthberges und des Großen Rammelsberges im Osten unter Schutz. Die periodisch überflutete Niederung wird geprägt vom mäandrierenden Flusslauf mit Altarmen und Flutmulden. Die Leine wird vielfach von Auwaldresten begleitet. Daneben sind Feuchtwiesen und staudenreiche Brachflächen zu finden. Die in das Naturschutzgebiet einbezogenen Hänge sind durch Wälder und Gebüsche sowie Reste von Magerrasen und Streuobstwiesen geprägt. Im Süden des Naturschutzgebietes liegt ein ehemaliges Tonabbaugebiet in der Leineniederung und stellt diese und aufgelassene Klärteiche unter Schutz. Das Gebiet wird von einem Nebeneinander von Teichen, Verlandungs- und Röhrichtzonen und anschließenden Feuchtwiesen geprägt. Es stellt ein bedeutendes Brut-, Rast- und Überwinterungsbiotop für Wasservögel dar.

### Sport
- Im Ortsteil Nordstemmen gibt es ein Freibad, dort ist auch die DLRG-Ortsgruppe ansässig. Das Freibad der Gemeinde wird mit der Abwärme einer nahen Biogasanlage beheizt.
- Der größte Sportverein ist der MTV Nordstemmen. Außerdem gibt es den VfL Nordstemmen.
- Des Weiteren gibt es die Kleinkaliber-Schützen-Gesellschaft Nordstemmen (KKS Nordstemmen), welche in der 1. Bundesliga Luftgewehr des Deutschen Schützenbundes vertreten ist und damit den sportlich erfolgreichsten Verein der Gemeinde darstellt.

### Vereine
- Der Kultur- und Heimatverein Nordstemmen strebt die Renovierung des Empfangsgebäudes des Nordstemmer Bahnhofs an. Zusätzlich bietet er kulturelle Veranstaltungen an.
- Das Blasorchester Nordstemmen von 1883 e. V. ist ein wichtiger Kulturträger in Nordstemmen. Es wurde 1883 als Feuerwehrkapelle der Freiwilligen Feuerwehr Nordstemmen gegründet. Seit 1993 ist das Blasorchester als eingetragener Verein rechtlich selbständig.

### Kinderbuchpreis: Nordstemmer Zuckerrübe
Die Nordstemmer Zuckerrübe ist ein Kinderbuchpreis, der seit 2003 an der Grundschule Nordstemmen vergeben wird. Er unterscheidet sich von vergleichbaren Auszeichnungen darin, dass er von den Schülern selbst vergeben wird. Die Jury besteht aus den Schülern der vierten Klassen der Grundschule Nordstemmen. Sie wählt aus zwei Kinderbüchern das Lieblingsbuch aus. Dessen Autor wird anschließend zu der mit der Preisverleihung verbundenen Autorenlesung in die Schule eingeladen. Im Rahmen der Autorenlesung übergeben die Schüler der vierten Klassen die „Nordstemmer Zuckerrübe“ des Künstlers Jan Obornik und den von der VGH-Stiftung ausgelobten Preis, der mit 1111 Euro dotiert ist.

## Wirtschaft und Infrastruktur

### Unternehmen

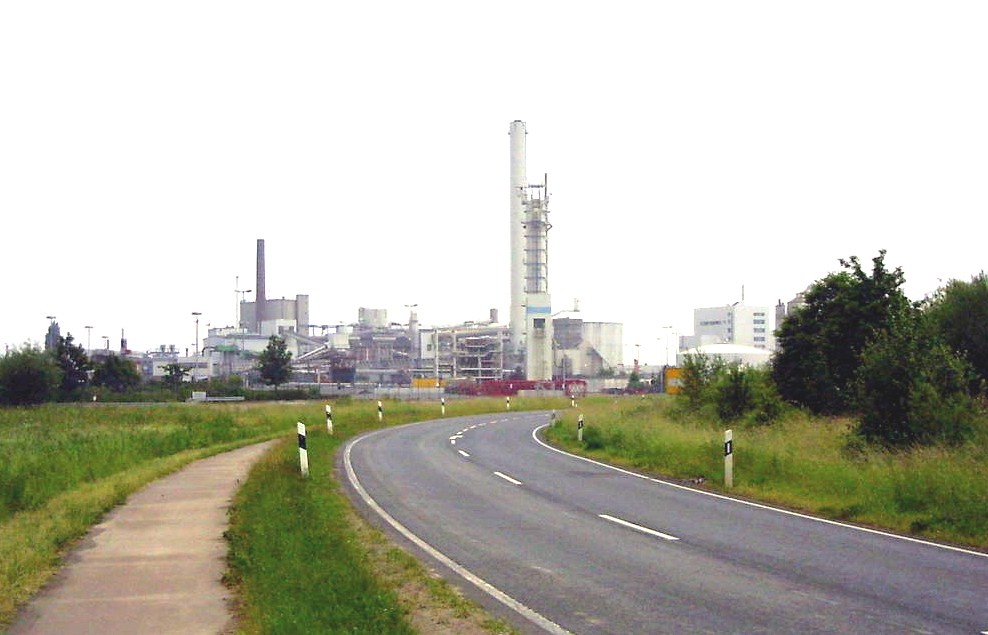
Zuckerfabrik Nordstemmen im Jahr 2006

- Zuckerfabrik der Nordzucker AG

Größtes Unternehmen in Nordstemmen ist die Zuckerfabrik der Nordzucker AG. Bis 2003 gehörte sie zur Union-Zucker Südhannover GmbH.
- El Puente GmbH

Seit 2004 befinden sich die Zentrale und das Hauptlager der El Puente GmbH in Nordstemmen. El Puente ist Deutschlands zweitgrößtes Fair-Handels-Unternehmen. Die El Puente GmbH mit Sitz in Nordstemmen ist Deutschlands zweitgrößter Importeur von Produkten des Fairen Handels. Begleitend zum Warenhandel betreibt El Puente entwicklungspolitische Bildungs- und Informationsarbeit.
- Biogasanlagen

Im Laufe der Neuordnung des EEG siedelten sich verschiedene Biogasanlagen in der Gemeinde Nordstemmen an.

### Öffentliche Einrichtungen
In der Gemeinde Nordstemmen gibt es sieben Kindertagesstätten und einen Hort.

### Bildung

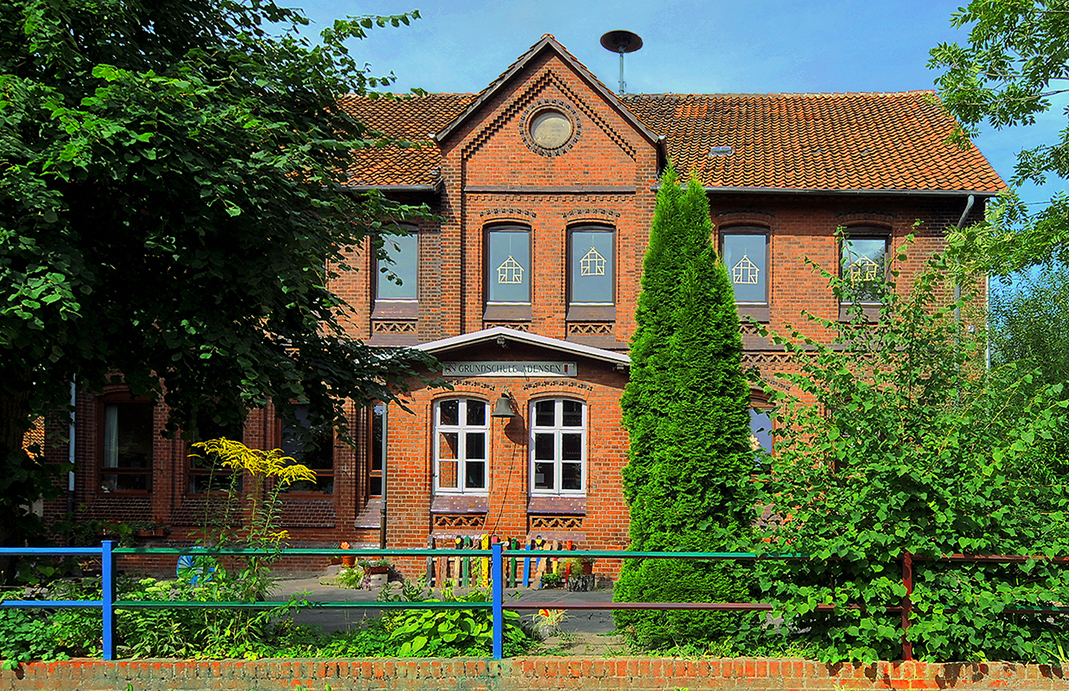
CJD Christophorus-Grundschule in Adensen vom Christlichen Jugenddorfwerk Deutschlands e. V.

Direkt in Nordstemmen befinden sich die Marienbergschule, eine offene Ganztagsschule, mit den Schulzweigen Haupt- und Realschule. In Barnten und Nordstemmen gibt es eine Grundschule.
Im Jahr 2013 eröffnete das Christliche Jugenddorfwerk Deutschlands in Adensen ihre Grundschule. Sie begann in freier Trägerschaft im Jahr 2013 mit der ersten Klasse und wird in den folgenden Jahren jeweils mit der folgenden Klasse ergänzt. Im Jahr 2016 erhielt die Grundschule Adensen die staatliche Anerkennung und damit verbunden die finanzielle Förderung durch das Land Niedersachsen.

### Verkehr
Der Bahnhof in Nordstemmen ist ein Keilbahnhof und liegt als Umsteigebahnhof an der Eisenbahnstrecke Hannover–Göttingen und an der Bahnstrecke Lehrte–Nordstemmen. Es bestehen umsteigefreie Verbindungen Richtung Hannover, Göttingen, Hildesheim/Bodenburg und in Richtung Bünde (Westf)–Löhne (Westf)–Hameln. Der Bahnhof Nordstemmen wird mit Ausnahme nächtlicher Stunden im Stundentakt von Zügen der metronom Eisenbahngesellschaft und Regionalverkehre Start Deutschland bedient. Nach der Eröffnung der Schnellfahrstrecke Hannover–Würzburg im Jahr 1991 hat sich der Durchgangsverkehr im Bahnhof Nordstemmen stark verringert.
Der Bahnhof Nordstemmen ist im Jahr 2006 umgebaut worden. Der Bahnhof erhielt höhere Bahnsteige und Rampen für Behinderte; der nördliche Tunnel wurde nach Osten hin zur Bahnhofstraße verlängert, wo eine Park-and-ride-Anlage und eine Bushaltestelle entstanden. An den Gesamtinvestitionskosten von mehr als 8 Millionen Euro hat sich das Land mit ca. 5,5 Millionen Euro beteiligt.
Darüber hinaus existiert im Ortsteil Barnten ein Haltepunkt an der Strecke Richtung Hannover, an dem jedoch nahezu ausschließlich die S-Bahnen der Linie S 4 zwischen Hannover Hbf und Hildesheim Hbf halten. Verbindungen mit Zügen, die sowohl in Barnten als auch am Bahnhof Nordstemmen planmäßig halten, werden nicht angeboten.
Es bestehen mehrere Busverbindungen nach Elze, Hildesheim und Sarstedt. Die Bundesstraßen B 1 und B 3 verlaufen durch das Gemeindegebiet.

### Bahnverkehr und Verkehrslärm der Deutschen Bahn in Nordstemmen
Die Bahnstrecke Hannover-Göttingen gehört im Jahr 2015 mit bis zu 240 Zügen der Deutschen Bahn täglich zu den am stärksten befahrenen Bahnstrecken in Niedersachsen. So viele Züge der Deutschen Bahn AG durchfahren den Bahnhof Nordstemmen täglich, zusätzlich fahren nicht mitgezählte Personenzüge des Metronom und der Nordwestbahn durch den Bahnhof Nordstemmen.
Die Deutsche Bahn AG führte 2015 eine Lärmerhebung durch Kundenbefragung der angrenzenden Bewohner durch. Da es in Nordstemmen keine Lärmschutzwände gibt, liegt der ganze Ort Nordstemmen während des Tages mit der Lärmkennziffer 30 690 in der Gruppe Nummer vier von fünf Lärmgruppen und erträgt damit die zweithöchste Lärmbelastung von Bahnhöfen in Niedersachsen. In der Nacht allerdings befindet sich Nordstemmen in der Gruppe der am höchsten belasteten Kommunen mit der Lärmkennziffer 49 720. Zum Vergleich: Sarstedt hat nachts die Lärmkennziffer 68 705, Elze 22 630, Alfeld 66 170. Das geht aus dem „Lärmaktionsplan“ des Eisenbahn-Bundesamtes hervor. Diese Lärmkartierung bezieht sich nur auf Züge der Deutschen Bahn AG. Lärmemissionen von dem Metronom und der NordWestBahn sind nicht enthalten. Die Umgebungslärmkartierung zeigt beispielsweise, dass Nordstemmen, Burgstemmen und Rössing völlig vom Lärm eingehüllt sind; jeder Einwohner ist davon betroffen.

## Persönlichkeiten

### Söhne und Töchter der Gemeinde
- Henning Rennemann (1567–1646), Jurist und Professor in Erfurt[33]
- Johannes Matthias Joseph Leunis (1802–1873), Hildesheimer Geistlicher, Lehrer und Botaniker, Mitbegründer des Roemer-Museums Hildesheim (heute Roemer- und Pelizaeus-Museum Hildesheim)
- Rudolf Wiegmann (1804–1865), Architekt, Maler und Professor an der Düsseldorfer Kunstakademie
- Heinrich Adolph (1836–1914), Pastor und Autor biografischer Erinnerungen von lokalhistorischer Bedeutung
- Carl Adolph (1838–1890), Astronom in Göttingen, Pulkowa und Königsberg sowie als Lehrer in Minden, Elberfeld und zuletzt in Sorau
- Georg Ernst Adolph (1843–1922), Zoologe (Entomologe)
- Willy Schmidt (1891–1950), Fleischermeister, Politiker (NSDAP)
- Fritz Linde (1917–1967), Politiker (FDP) und Mitglied des Niedersächsischen Landtages
- Fritz Rodewald (1939–2009), Bundesvorstandsmitglied der Lehrergewerkschaft GEW, wurde im Juni 1972 bundesweit bekannt, weil die Polizei infolge seines Hinweises die RAF-Mitglieder Ulrike Meinhof und Gerhard Müller festnahm
- Rita Pawelski (* 1948), Politikerin (CDU) und ehemaliges Mitglied des Deutschen Bundestags

### Personen, die mit der Gemeinde in Verbindung stehen
- Ludwig Hellner (1791–1862), Architekt, arbeitete ab 1822 als Konsistorialbaumeister für das evangelisch-lutherische Konsistorium in Hannover, Erbauer der Nordstemmener St.-Johannis-Kirche
- Justus Heinrich Jakob Molthan (1805–1885), Architekt, Lithograf, Autor und königlich hannoverscher bzw. preußischer Baubeamter, Innenausstatter, einige seiner Möbel und kunstgewerblichen Arbeiten finden sich heute auf Schloss Marienburg
- Adelbert Hotzen (1830–1922), Architekt, war beim Bau von Schloss Marienburg tätig
- Fritz Goebel (1869–1927), Bibliothekar der ehemaligen königlichen Bibliothek im Schloss Marienburg (1845–1923)
- Wilhelm Böllersen (1905–1998), Politiker (SPD) und Abgeordneter des niedersächsischen Landtages, die Nordstemmener Landrat-Wilhelm-Böllersen-Straße wurde nach ihm benannt
- Karl Münter (1922–2019), ehemaliger SS-Unterscharführer und Holocaustleugner, beteiligt am Massaker von Ascq[34]
- Walter Horstmann (1935–2015), Fußballschiedsrichter, lebte und starb im Ortsteil Groß Escherde
- Manuel Donato Diez (* 1957), spanischer Bildhauer, lebt und arbeitet in Nordstemmen